# San Juan Bautista, Chihuahua
San Juan Bautista är en ort i Mexiko.   Den ligger i kommunen Valle de Zaragoza och delstaten Chihuahua, i den nordvästra delen av landet, 1 100 km nordväst om huvudstaden Mexico City. San Juan Bautista ligger 1 347 meter över havet och antalet invånare är 112.
Terrängen runt San Juan Bautista är kuperad åt sydväst, men åt nordost är den platt. San Juan Bautista ligger nere i en dal.  Trakten runt San Juan Bautista är nära nog obefolkad, med mindre än två invånare per kvadratkilometer. Närmaste större samhälle är Valle de Zaragoza, 4,4 km nordost om San Juan Bautista. Omgivningarna runt San Juan Bautista är i huvudsak ett öppet busklandskap.